# Grand Bell Award du meilleur film
Le Grand Bell Award du meilleur film (대종상 최우수작품상) est une récompense du cinéma décernée tous les ans dans le cadre des Grand Bell Awards et qui récompense le meilleur film sud-coréen de l'année.

## Palmarès

### Années 1960
- 1962 : Yeonsangun (연산군) de Shin Sang-ok
- 1963 : Yeollyeomun (열녀문) de Shin Sang-ok
- 1964 : Hyeolmaek (혈맥) de Kim Soo-yong
- 1965 : Beongeori Sam-ryong (벙어리 삼룡이) de Shin Sang-ok
- 1966 : Gaetmaeul (갯마을) de Kim Soo-yong
- 1967 : Gwiro (귀로) de Lee Man-hee
- 1968 : Daewongun (대원군) de Shin Sang-ok
- 1969 : non décerné

### Années 1970
- 1970 : non décerné
- 1971 : non décerné
- 1972 : Uisa An Jung-gun (의사 안중근) de Joo Dong-jin
- 1973 : The General in Red Robes (홍의 장군, Hongui janggun) de Lee Doo-yong
- 1974 : Toji (토지) de Kim Soo-yong
- 1975 : Bulkkot (en) (불꽃) de Yu Hyǒn-mok
- 1976 : Eomoni (어머니) d'Im Won-shik
- 1977 : Nanjung ilgi (난중일기) de Jang Il-ho
- 1978 : Gyeongchalgwan (경찰관) de Lee Doo-yong
- 1979 : Le Héros caché (깃발없는 旗手, Gitbaleobtneun gisu) d'Im Kwon-taek

### Années 1980
- 1980 : Sarameui adeul (사람의 아들) de Yu Hyǒn-mok
- 1981 : Chodaebadeun seongungdeul - Chodaebadeun saramdeul (초대받은 성웅들 - 초대받은 사람) de Choe Ha-won
- 1982 : Nateun daero imhasoseo (낮은 데로 임하소서) de Lee Jang-ho
- 1983 : Yeoin janhoksa mulleya mulleya (여인잔혹사 물레야 물레야) de Lee Doo-yong
- 1984 : Janyeomok (자녀목) de Chong Jin-u
- 1985 : Eomi (어미) de Park Chul-soo
- 1986 : Angae gidung (안개기둥) de Park Chul-soo
- 1987 : Chronique du roi Yeonsan (연산일기, Yeonsan ilgi) d'Im Kwon-taek
- 1988 : non décerné
- 1989 : Viens, viens, viens plus haut (아제 아제 바라 아제, Aje aje bara aje) d'Im Kwon-taek

### Années 1990
- 1990 : Churakhaneun geosheun nalgaega itda (추락하는 것은 날개가 있다) de Chang Gil-soo
- 1991 : Jeolmeun nalui chosang (젊은날의 초상) de Kwak Ji-kyoon
- 1992 : L'Aube de la civilisation (개벽, Gaebyeok) d'Im Kwon-taek
- 1993 : La Chanteuse de pansori (서편제, Seopyeonje) d'Im Kwon-taek
  - Gyeolhon iyagi (결혼 이야기) de Kim Ui-seok
  - Notre héros défiguré (우리들의 일그러진 영웅) de Park Jong-won
  - Western Avenue (웨스턴 애비뉴) de Chang Kil-soo
  - White Badge (하얀 전쟁, Hayan chonjaeng) de Jeong Ji-yeong
- 1994 : Duyeoja iyagi (두 여자 이야기) de Lee Jeong-kuk
  - Manmubang (만무방) d'Eom Jong-seon
  - Vanished (증발, Jeungbal) de Shin Sang-ok
  - Hwaeomgyeong (화엄경) de Jang Sun-woo
- 1995 : Yeongwonhan jegug (영원한 제국) de Park Chong-won
  - Les Monts Taebaek (태백산맥, Taebaek sanmaek) d'Im Kwon-taek
  - Sontob (손톱) de Kim Sung-hong
  - Hollywood Kid eu saengae (헐리우드 키드의 생애) de Jeong Ji-yeong
  - Saesang bakkeuro (세상밖으로) de Yeo Kyun-dong
- 1996 : Henequen (애니깽) de Kim Ho-sun
  - A Petal (꽃잎, Ggotip) de Jang Sun-woo
  - Born to Kill (본 투 킬) de Jang Hyun-soo
  - Jeon Tae-il (아름다운 청년 전태일, Areumdaun cheongnyeon Jeon Tae-il) de Park Kwang-su
  - Gingko Bed (은행나무 침대, Eunhaengnamoo chimdae) de Kang Je-gyu
- 1997 : Le Contact (접속, Cheobsok) de Jang Yun-hyeon
  - Green Fish (초록 물고기, Chorok mulgogi) de Lee Chang-dong
  - Abeoji (아버지) de Chang Kil-soo
  - Beat (비트) de Kim Seong-su
  - L'Amour fou (지독한 사랑, Jidokhan sarang)
- 1998 : non décerné
- 1999 : Le Printemps dans mon pays natal (아름다운 시절, Areumdaun sijeol) de Lee Kwang-mo
  - Le Pouvoir de la province de Kangwon (강원도의 힘, Gangwon-do ui him) de Hong Sang-soo
  - Le Musée à côté du zoo (미술관 옆 동물원, Misulgwan yup dongmulwon) de Lee Jeong-hyang
  - Nom de code : Shiri (쉬리, Swiri) de Kang Je-gyu
  - Palwolui Christmas (8월의 크리스마스) de Hur Jin-ho

### Années 2000
- 2000 : Peppermint Candy (박하사탕, Bakha satang) de Lee Chang-dong
  - Le Chant de la fidèle Chunhyang (춘향뎐, Chunhyangjeon) d'Im Kwon-taek
  - The Harmonium in My Memory (내 마음의 풍금, Nae maeumui punggeum) de Lee Young-jae
  - Sur la trace du serpent (인정사정 볼것없다, Injeong sajeong bol geot eobtda) de Lee Myeong-se
  - Phantom: The Submarine (유령, Yuryeong) de Min Byung-chun
- 2001 : Joint Security Area (공동경비구역 JSA, Gongdonggyeongbiguyeok JSA) de Park Chan-wook
  - Friend (친구, Chingu) de Kwak Gyeong-taek
  - Haru (하루) de Han Ji-seung
  - Libera me (리베라 메) de Yang Yun-ho
  - Seonmul (선물) d'Oh Ki-hwan
  - L'Île (섬, Seom) de Kim Ki-duk
- 2002 : Jiburo (집으로…, Jibeuro…) de Jee Jeong-hyang
  - 2009: Lost Memories (2009 로스트메모리즈) de Lee Si-myung
  - Public Enemy (공공의 적, Gonggongui jeog) de Kang Woo-seok
  - One Fine Spring Day (봄날은 간다, Bomnaleun ganda) de Hur Jin-ho
  - Failan (파이란) de Song Hae-seong
- 2003 : Memories of Murder (살인의 추억, Salinui chueok) de Bong Joon-ho
  - Gwangbokjeol teuksa (광복절 특사) de Kim Sang-jin
  - Champion (챔피언) de Kwak Kyeong-taek
  - Road Movie (로드무비) de Kim In-shik
  - Save the Green Planet! (지구를 지켜라!, Jigureul jikyeora!) de Jang Joon-hwan
- 2004 : Printemps, été, automne, hiver… et printemps (봄 여름 가을 겨울 그리고 봄, Bom yeoreum gaeul gyeoul geurigo bom) de Kim Ki-duk
  - Une femme coréenne (바람난 가족, Baramnan gajok) d'Im Sang-soo
  - Untold Scandal (스캔들 - 조선남녀상열지사, Seukaendeul - Joseonnamnyeosangyeoljisa) de Lee Jae-yong
  - Silmido (실미도) de Kang Woo-seok
  - Old Boy (올드보이) de Park Chan-wook
- 2005 : Marathon (말아톤) de Chung Yoon-chul
  - A Bittersweet Life (달콤한 인생, Dalkomhan insaeng) de Kim Jee-woon
  - Rikidōzan (역도산, Yeokdosan) de Song Hae-seong
  - Crying Fist (주먹이 운다, Jumeogi unda) de Ryoo Seung-wan
  - Hyeolui nu (혈의 누) de Kim Dae-seung
- 2006 : Le Roi et le Clown (왕의 남자, Wangeui namja) de Lee Jun-ik
  - Welcome to Dongmakgol (웰컴 투 동막골) de Park Kwang-hyun
  - Tu es mon destin (너는 내 운명, Neoneun nae unmyeong) de Park Jin-pyo
  - Lady Vengeance (친절한 금자씨, Chinjeolhan geumjassi) de Park Chan-wook
  - Typhoon (태풍) de Kwak Kyung-taek
- 2007 : Family Ties (가족의 탄생, Gajokeui tansaeng) de Kim Tae-yong
  - A Dirty Carnival (비열한 거리, Biyeolhan geori) de Yoo Ha
  - The Host (괴물, Gwoemul) de Bong Joon-ho
  - 200 kilos de beauté (미녀는 괴로워, Minyeoneun goerowo) de Kim Yong-hwa
  - Radio Star (라디오 스타) de Lee Joon-ik
- 2008 : The Chaser (추격자, Chugyeogja) de Na Hong-jin
  - Haengbok (행복) de Hur Jin-ho
  - The Happy Life (즐거운 인생, Jeulgeoun insaeng) de Lee Joon-ik
  - Secret Sunshine (밀양, Miryang) de Lee Chang-dong
  - Seven Days (세븐 데이즈) de Won Shin-yeon
- 2009 : Singijeon (신기전) de Kim Yoo-jin
  - The Last Day (해운대, Haeundae) de Yoon Je-kyoon
  - Mother (마더, Madeo) de Bong Joon-ho
  - Haneulgwa bada (하늘과 바다) d'Oh Dal-kyun
  - Take Off (국가대표, Gukga daepyo) de Kim Yong-hwa

### Années 2010
- 2010 : Poetry (시, Si) de Lee Chang-dong
  - Maenbalui kkum (맨발의 꿈) de Kim Tae-gyun
  - Blood Island (김복남 살인사건의 전말, Kim Bok-nam salinsageonui jeonmal) de Jang Cheol-soo
  - Harmony (하모니) de Kang Dae-kyu
  - The Housemaid (하녀, Hanyeo) d'Im Sang-soo
  - J'ai rencontré le Diable (악마를 보았다, Akmareul boatda) de Kim Jee-woon
  - The Man from Nowhere (아저씨, Ajeossi) de Lee Jeong-beom
  - Moss (이끼, Ikki) de Kang Woo-seok
  - The Secret Reunion (의형제, Uihyeongje) de Jang Hoon
  - Bang-ja jeo (방자전) de Kim Dae-woo
- 2011 : Gojijeon (고지) de Jang Hoon
  - The Unjust (부당거래, Moodanggeorae) de Ryoo Seung-wan
  - Sunny (써니) de Kang Hyeong-cheol
  - War of the Arrows (최종병기 활, Choejongbyeonggi hwal) de Kim Han-min
  - The Murderer (황해, Hwanghae) de Na Hong-jin
- 2012 : Masquerade (광해: 왕이 된 남자, Gwanghae: Wangi doen namja) de Choo Chang-min
  - Pieta (피에타) de Kim Ki-duk
  - Eungyo (은교) de Jeong Ji-woo
  - Silenced (도가니, Dogani) de Hwang Dong-hyeok
  - Bureojin hwasal (부러진 화살) de Jeong Ji-yeong
- 2013 : Gwansang (관상) de Han Jae-rim
  - Snowpiercer : Le Transperceneige (설국열차, Seolgungnyeolcha) de Bong Joon-ho
  - Miracle in Cell No. 7 (7번방의 선물, 7beonbangui Seonmul) de Lee Hwan-kyeong
  - New World (신세계, Sinsegye) de Park Hoon-jung
  - Goryeonghwa gajok (고령화 가족) de Song Hae-seong
- 2014 : The Admiral: Roaring Currents (명량: 회오리바다, Myeonglyang: hoeolibada) de Kim Han-min
  - Wish (소원, So-won) de Lee Joon-ik
  - The Attorney (변호인, Byeonhoin) de Yang Woo-seok
  - Hard Day (끝까지 간다, Ggeutggaji ganda) de Kim Seong-hoon
  - Whistle Blower (제보자, Jeboja) de Yim Soon-rye
- 2015 : Ode to My Father (국제시장, Gukjesijang) de Yoon Je-kyoon
  - Assassination (암살, Amsal) de Choi Dong-hoon
  - Vétéran (베테랑) de Ryoo Seung-wan
  - Sado (사도) de Lee Joon-ik
  - Yeonpyeong haejeon (연평해전) de Kim Hak-soon
- 2016 : Inside Men (내부자들, Naeboojadeul) de Woo Min-ho
  - The Strangers (곡성, Gokseong) de Na Hong-jin
  - Deok-hye ongju (덕혜옹주) de Hur Jin-ho
  - The Age of Shadows (밀정, Miljeong) de Kim Jee-woon
  - The Tiger: An Old Hunter's Tale (대호, Daeho) de Park Hoon-jung
- 2017 : A Taxi Driver (택시 운전사, Taeksi unjeonsa) de Jang Hoon
  - The King (더 킹) de Han Jae-rim
  - Park Yeol (박열) de Lee Joon-ik
  - Sans pitié (불한당: 나쁜 놈들의 세상, Bulhandang: nappeun nomdeurui sesang) de Byun Sung-hyun
  - Pandora (판도라) de Park Jung-woo
- 2018 : Burning (버닝) de Lee Chang-dong
  - 1987: When the Day Comes (1987) de Jang Joon-hwan
  - The Spy Gone North (공작, Gongjak) de Yoon Jong-bin
  - The Fortress (남한산성, Namhansanseong)
  - Along With the Gods : Les 49 Derniers Jours (신과함께: 인과 연, Singwa hamgge: Ingwa yeon)
- 2019 : non décerné

### Années 2020
- 2020 : Parasite (기생충, Gisaengchung) de Bong Joon-ho
  - Korean Fried Chicken (극한직업, Geukan jigeop) de Lee Byeong-heon
  - House of Hummingbird (벌새, Beolsae) de Kim Bo-ra
  - Innocent Witness (증인, Jeungin) de Lee Han
  - Forbidden Dream (천문: 하늘에 묻는다, Cheonmun: haneul-e mudneunda) de Hur Jin-ho
- 2021 : non décerné
- 2022 : Decision to Leave (헤어질 결심, Heeojil gyeolsim) de Park Chan-wook
  - Kingmaker (킹메이커) de Byun Sung-hyun
  - Hunt (헌트) de Lee Jung-jae
  - Hansan : La Bataille du dragon (한산: 용의 출현, Hansan: Yongui chulhyeon) de Kim Han-min
  - Les Bonnes Étoiles (브로커, Broker) de Hirokazu Kore-eda
- 2023 : Concrete Utopia (콘크리트 유토피아) d'Eom Tae-hwa
  - Ça tourne à Séoul ! (거미집, Geomijip) de Kim Jee-woon
  - Smugglers (밀수, Milsu) de Ryoo Seung-wan
  - The Night Owl (올빼미, Olppaemi) d'Ahn Tae-jin
  - About Kim Sohee (다음 소희, Daeum Sohee) de July Jung
  - Sleep (잠, Jam) de Jason Yu